# Pałac w Szczepowicach
Pałac w Szczepowicach – neobarokowy pałac zlokalizowany we wsi Szczepowice (gmina Kamieniec).
Obiekt wzniesiono około 1880 staraniem rodziny Forstmannów (właścicieli wsi), a przebudowano w 1909. Jest przykładem monumentalnej pałacowej architektury wiejskiej w Wielkopolsce. Od frontu rzuca się w oczy ganek z balkonem, wsunięty między dwa ryzality boczne o wydatnych szczytach.
W 1945 został znacjonalizowany, a dobra rolne stały się PGR-em. Pałac mieścił mieszkania pracownicze, przedszkole i stołówkę (w 1965 przeszedł remont). Od 1991 porzucony i nieużytkowany. Od 1992 w zasobach Agencji Własności Rolnej Skarbu Państwa. 27 stycznia 1995 wpisany do rejestru zabytków. W 1996 sprzedany w prywatne ręce (Łucja i Jerzy Piechoccy) i zaadaptowany na centrum konferencyjno-wypoczynkowe. Otwarty w tej funkcji w 2002. W kwietniu 2003 otrzymał nagrodę Generalnego Konserwatora Zabytków Zabytek zadbany za 2002 rok.
Wokół pałacu rozciąga się park krajobrazowy z 2. połowy XIX wieku. W pobliżu stoją zabudowania folwarczne (4. ćwierć XIX wieku-1910).